# Sankt Martin in der Wart
Sankt Martin in der Wart (ungarisch Őriszentmárton, kroatisch Sveti Martin) ist eine Ortschaft und eine Katastralgemeinde der Stadtgemeinde Oberwart im Bezirk Oberwart in Burgenland. 

## Geografie
Das nordöstlich von Oberwart gelegene Dorf befindet sich links des Zickenbaches und kann über die Landesstraße L240 erreicht werden, die durch den Ort führt.

## Geschichte
Die erste Nennung des Ortes erscheint im Jahr 1479 als „Zenthmarton“, jedoch deutet das Patrozinium der Kirche auf ein höheres Alter der Siedlung hin. Der deutsche Name wird erstmals 1697 genannt. Laut Adressbuch von Österreich waren im Jahr 1938 in der Ortsgemeinde Samkt Martin ein Eierhändler, ein Dachdecker, ein Gastwirt, ein Maurermeister, eine Milchgenossenschaft, ein Schmied und ein Schuster ansässig. Bis zur Eingemeindung nach Oberwart bildete der Ort eine selbständige Gemeinde.

## Siedlungsentwicklung
Zum Jahreswechsel 1979/1980 befanden sich in der Katastralgemeinde St. Martin in der Wart insgesamt 82 Bauflächen mit 64.719 m² und 109 Gärten auf 77.797 m², 1989/1990 gab es 111 Bauflächen. 1999/2000 war die Zahl der Bauflächen auf 224 angewachsen und 2009/2010 bestanden 138 Gebäude auf 289 Bauflächen.

## Bodennutzung
Die Katastralgemeinde ist landwirtschaftlich geprägt. 280 Hektar wurden zum Jahreswechsel 1979/1980 landwirtschaftlich genutzt und 116 Hektar waren forstwirtschaftlich geführte Waldflächen. 1999/2000 wurde auf 272 Hektar Landwirtschaft betrieben und 124 Hektar waren als forstwirtschaftlich genutzte Flächen ausgewiesen. Ende 2018 waren 260 Hektar als landwirtschaftliche Flächen genutzt und Forstwirtschaft wurde auf 129 Hektar betrieben. Die durchschnittliche Bodenklimazahl von St. Martin in der Wart beträgt 43,3 (Stand 2010).

## Sehenswürdigkeiten
Die dem heiligen Martin von Tours geweihte Pfarrkirche St. Martin in der Wart liegt am östlichen Ortsausgang.

## Persönlichkeiten
- Verena Eberhardt (* 1994), Radsportlerin, wuchs hier auf
- Andy Hallwaxx (1967–2023), Schauspieler, Regisseur und Autor